# Бутик
Бути́к (от фр. boutique «небольшой магазин», «лавка») — небольшой узкоспециализированный магазин с ограниченным кругом клиентов. В бутиках обычно продают модную дорогую одежду или ювелирные изделия.

## История
Слово бутик — заимствование из французского языка, где оно буквально означает «небольшой магазин, мастерская».
В первой половине XIX века во французском языке это слово было вытеснено арабским словом магазин в связи с изменением условий торговли, появлением больших торговых заведений с просторными вместительными помещениями.
В английском языке термин бутик стал общепринятым в конце 1960-х годов. Создательница мини-юбок британский дизайнер и модельер одежды Мэри Куант ещё в ноябре 1955 года открыла в Челси бутик «Базар», где представила стиль одежды, отвечающий молодёжной уличной моде.
Улицами бутиков являются миланские Виа Монтенаполеоне, Виа Мандзони, Виа дела Спига, Корсо Венеция в Квартале моды.
Открытый в 1970 году в Париже бутик «Jungle Jap» стал первым магазином марки «КЕ́НДЗО».
В 1980-е годы в больших городах США и Великобритании, таких как Лондон, Нью-Йорк и Сан-Франциско, стали появляться гостиницы новой концепции — бутик-отели (термин был придуман Стивом Рубеллем в 1984 году для своего отеля «Морган») на небольшое, от 10 до 100, количество номеров с оригинальным оформлением каждого из них.
В русском языке слово возродилось в ином значении — магазин модных товаров (первоначально — модной одежды).
К концу 1990-х годов к бутикам стали относить торговые заведения широкого профиля товаров — ювелирные, парфюмерные, цветочные, сувенирные, обувные, отделочных материалов и т. д.

В частности, стали говорить о гастрономических бутиках — небольших магазинах по продаже деликатесов, нередко связанных с одноимёнными ресторанами (к подобным относят и крупный столичный «Елисеевский»).

## Галерея
- Улица бутиков в Москве — Третьяковский проезд
- Бутик Christian Lacroix
- Молочный бутик в Москве
- Бутик оптики в Петербурге
- Аэропорт Домодедово
- Апраксин двор
- Винный бутик. Москва
- Эробутик
- Москва, Мясницкая ул., 13, стр. 3